# Partidul Poporului
Partidul Poporului a fost un partid înființat de Alexandru Averescu în 1918 sub numele de „Liga Poporului".

## Istorie
Într-un moment dificil pentru România, regele Ferdinand îi încredințează lui Averescu formarea unui guvern, care să încheie pacea cu Puterile Centrale. După îndelungi tratative, acesta reușește să semneze doar preliminariile acestei păci, pe 20 februarie 1918, la Buftea, fiind înlocuit apoi în fruntea guvernului de filogermanul Alexandru Marghiloman.
Acesta este momentul în care Averescu decide ieșirea sa din armată și începerea unei cariere politice, moment important în evoluția imaginii publice a acestuia. Justificarea acestei decizii o face chiar el:“Am intrat în viața politică împins de împrejurări:nici nu-mi trecea prin minte că într-o zi voi juca în țara mea un rol politic, pe care evenimentele din urma războiului mi l-au rezervat [..] în mijlocul frământărilor de război, conștiința generală și-a dat seama că răspunderea nenorocirilor prin care trecea se datorează mentalităților oamenilor care au avut destinele țării în mâini, adică partidelor politice care au cârmuit țara până la război. S-a născut atunci dorința neînfrânată de a se rupe cu trecutul și a se porni pe o cale nouă în viața politică. Această dorință a fost generală. Privirile tuturor acelora care au fost luați de noul curent s-au îndreptat asupra mea. Am crezut că m-aș fi făcut vinovat de adevărata lipsă de iubire de țară și de neam a nu primi steagul ce mi se punea din senin în mână”.
Cum cetațenii își doreau ceva nou în politica românească, iar Averescu era eroul Primului Razboi Mondial, partidul creat de acesta, Liga Poporului (din 1920, Partidul Poporului), s-a bucurat la început de o foarte mare popularitate, mai ales în rândul populației din mediul rural. În partid s-au înscris atât fasciști, antisemiți și republicani, cât și liberali, evrei sau monarhiști. Același Constantin Argetoianu menționează că, la auzul veștii că Averescu vine în satul lor, țăranii “cădeau în genunchi, sărutau poalele mantalei albastre, dau din cap, oftau adânc și șopteau:Ține-l Doamne, ține-l pentru mântuirea noastră”.
Decadența
Pe fondul acestei popularități exacerbate de care se bucura, la insistențele lui Ion I. C. Brătianu, Averescu acceptă un nou mandat în fruntea Guvernului, partidul sau obținând la alegerile din mai 1920 o majoritate zbrobitoare. Acest moment avea sa fie începutul declinului pentru Averescu, mitul format în jurul acestuia urmând să intre într-un rapid proces de erodare. Deși a reușit să înfăptuiscă unificarea monetară,  reforma financiară și reforma agrară, așteptările populației erau mult mai mari. Cel mai dezamăgit segment social a fost chiar acela care îl susținuse cel mai mult, al țăranilor, nemulțumiți de greutatea cu care s-a realizat reforma agrară, dar și de faptul că nu au primit cele 5 hectare promise. Pe fondul acestor probleme, dar și cu implicarea celui care inițial l-a susținut, Ionel Brătianu, Averescu își va depunde mandatul pe 13 decembrie 1921.
După o perioadă de opoziție față de PNL, Averescu cade din nou în plasa liderului liberal. Acceptă, ca și în 1920, propunerea lui Brătianu și devine, pentru a treia oară prim-ministru al României. În ciuda opiniei publice, care l-a considerat “un locțiitor” al guvernului Brătianu, Averescu se indepărtează de linia dictată de liderul liberal, ajungând astfel în conflict cu acesta. Demisionează, iar la următoarele alegeri parlamentare, Partidul Poporului nu mai reușește să întrunească pragul minim de 2 %, pentru intrarea în Parlament. Deși va beneficia de fotoliul de senator de drept, Averescu va ieși din prim-planul vieții politice românești până în 1938, când Carol al II-lea îl va numi ministru de stat, apoi consilier regal, pentru sprijinul pe care acesta îl acordase Restaurațieidin 1930. De asemenea, tot în anii domniei lui Carol al II-lea, generalul Alexandru Averescu va fi avansat la gradul de mareșal, pentru recunoașterea meritelor sale.